# Wilderich Freiherr Ostman von der Leye
Wilderich Freiherr Ostman von der Leye (* 4. Juni 1923 in Bonn; † 30. Mai 1990 in Bremen) war ein deutscher Politiker der SPD.

## Leben und Beruf
Wilderich Freiherr Ostman von der Leye gehörte dem westfälischen Adelsgeschlecht Ostman von der Leye an. Nach dem Abitur war er von 1941 bis 1945 Marinesoldat. Nach dem Krieg absolvierte er von 1946 bis 1954 ein Studium der Rechtswissenschaften und der Medizin. Danach war er Mitinhaber einiger Verlage und von 1958 bis 1962 Herausgeber der Schriften für Kulturanthropologie.

## Politik
Ostman von der Leye trat 1957 in die SPD ein. Von 1964 bis 1973 saß er dann im Stadtrat von Bonn. Bei der Bundestagswahl 1969 trat er als Direktkandidat im Bundestagswahlkreis Bonn an, konnte sich jedoch gegen den CDU-Politiker Alo Hauser nicht durchsetzen. Über einen Platz auf der Landesliste Nordrhein-Westfalen der SPD schaffte er aber dennoch den Einzug in den Bundestag. 1972 wurde er erneut über die Landesliste gewählt und blieb bis zum Ende der Legislaturperiode 1976 Abgeordneter des Deutschen Bundestags. Im Bundestag gehörte er unter anderem dem Sonderausschuss zur Strafrechtsreform an. Bis kurz vor seinem Tod im Jahr 1990 engagierte sich Ostman von der Leye noch in der Kommunalpolitik in Bonn. Zudem war er Mitglied des Reichsbanners Schwarz-Rot-Gold.

## „Sonia“-Affäre
Ende der siebziger Jahre geriet Ostman von der Leye in Verdacht, in einen Drogenschmuggel involviert zu sein, als der Skipper seiner Segelyacht „Sonia“ wegen Haschisch-Schmuggel in Frankreich verhaftet worden war. Eine Mittäterschaft von Ostman von der Leye konnte jedoch nicht nachgewiesen werden.